# Kúnos Ignác
Kúnos Ignác vagy Kunos Ignác, születési és 1881-ig használt nevén Lusztig Ignác (Hajdúsámson, 1860. szeptember 22. – Budapest, 1945. január 12.) nyelvész, turkológus, folklorista, a Magyar Tudományos Akadémia levelező (1893) tagja. Addig egyedülálló terjedelmű és úttörő jellegű török népköltészeti gyűjtéseinek – és legfőképp a török népmesekincs feltárásának – köszönhetően korának európai szinten legelismertebb turkológusai közé tartozott, elévülhetetlen érdeme a török népköltészeti alkotások bevonása az európai szövegfolklorisztikai kutatásokba. Számottevő eredményeket ért el a török nyelvészet és dialektológia területén, fél évszázadon keresztül volt a budapesti tudományegyetemen a török filológia tanára.
Kúnos György (1942) orvos, farmakológus és Kúnos László (1947) műfordító nagyapja.

## Életútja
Zsidó családban született, apja Debrecenben volt kereskedő. Középiskoláit a Debreceni Református Kollégiumban végezte, majd 1879-ben a Budapesti Tudományegyetemre iratkozott be, ahol főként nyelvészeti előadásokat hallgatott. Bölcsészdoktori és középiskolai tanári oklevelét 1882-ben szerezte meg. A Magyar Tudományos Akadémia és a Pesti Izraelita Hitközség anyagi támogatásával 1885-től öt éven keresztül Konstantinápolyban élt, ahol a török nyelv és kultúra tanulmányozására fordította idejét (törökös neve Kadir efendi volt). 1890-ben kinevezték a Budapesti Tudományegyetemre a török filológia magántanárává, ahol 1902-től címzetes nyilvános rendkívüli tanárként oktatott. Ugyancsak 1890-ben lett a Budapesti Kereskedelmi Akadémia keleti tanfolyamán a török nyelv tanára. 1899–1919 között az újonnan szervezett, a Kelet felé irányuló külkereskedelem szakembereit képző Keleti Kereskedelmi Akadémia munkáját irányította igazgatóként. 1919-től 1922-ig a budapesti egyetem közgazdaság-tudományi karába integrált, Keleti Intézet néven működő akadémia igazgatói tisztét töltötte be, majd 1922-től a török nyelv előadó tanáraként oktatott tovább az egyetemen. 1925 és 1926 nyarán a török kormány meghívására az isztambuli és az ankarai egyetem vendégprofesszora volt, 1925-ben ő szervezte meg az isztambuli egyetem folklorisztikai tanszékét. A második világháború végóráiban, Budapest ostroma során halt meg.

## Munkássága
Pályája elején főként a magyar nyelv dialektológiai, hangtani és alaktani kérdéseivel, valamint finnugrisztikával, a mordvin nyelvvel foglalkozott, s egyebek mellett az elsők között járt a moldvai csángók lakta vidékeken nyelvjárási gyűjtőúton, Munkácsi Bernáttal együtt.
Mestere, Vámbéry Ármin hatására, valamint Budenz József és Goldziher Ignác ösztönzésére érdeklődése az 1880-as évek közepén a török nyelv és filológia felé fordult. 1885-től 1890-ig tartó konstantinápolyi tartózkodása során beutazta Ruméliát, Anatóliát, Szíriát, Palesztinát és Egyiptomot. Útjai során fáradhatatlanul megfigyelte és lejegyezte a török nyelvjárások sajátosságait, a népköltészeti alkotásokat, a népszokásokat, valamint a török néprajz és folklór egyéb sajátos elemeit, így például a karagöz néven ismert árnyjátékot és az ortaoyunu népi színjátszási formát. Legjelentősebb érdeme, hogy tudományos körökben korábban nem is feltételezett nagyságú és gazdagságú népmese- és anekdotakorpuszt jegyzett fel közel-keleti gyűjtőútjai során. Az 1880-as évek végétől megjelenő török népköltészeti gyűjtései nem csak magyarul, de több európai nyelven is megjelentek, s munkái elsőként nyújtottak betekintést az addig a tudományos világ és a nagyközönség előtt is gyakorlatilag ismeretlen anatóliai és ruméliai török népköltészet világába. Kis-ázsiai élményeit úti jegyzetekben is megörökítette.
Az 1890-es évektől korábbi gyűjtéseit összegezte, dolgozta fel és adta közre, emellett török nyelvtankönyveket írt, a kortárs török irodalom irányzataival és a turkológia történetének kérdéseivel foglalkozott, s behatóan tanulmányozta a görög és japán népmeséket is. A Magyar Tudományos Akadémia megbízta egy magyar–török szótár összeállításával is, de ez végül nem készült el. Az első világháború idején, 1915-ben az esztergomi és egeri hadifogolytáborokban élő kazáni és krími tatár raboktól jelentős népköltési anyagot gyűjtött (lásd még: Esztergom-Tábor).
Számos nyelvészeti cikke jelent meg a Magyar Nyelvőrben és a Nyelvtudományi Közleményekben, rendszeresen publikált az Egyetemes Philologiai Közlönyben, 1900-tól Munkácsi Bernáttal együtt alapító szerkesztője volt a Keleti Szemle című altajisztikai folyóiratnak. Keleties hangulatú műmeséket is írt (A szótlan szultánkisasszony), amelyek kéziratban maradtak 1915-ös tatár népköltészeti gyűjtésével együtt, s csak az 1980-as években jelentek meg Kakuk Zsuzsa gondozásában. Az 1990-es években a Terebess Kiadó több tanulmányát, írását, szövegközlését újra kiadta.

## Társasági tagságai és elismerései

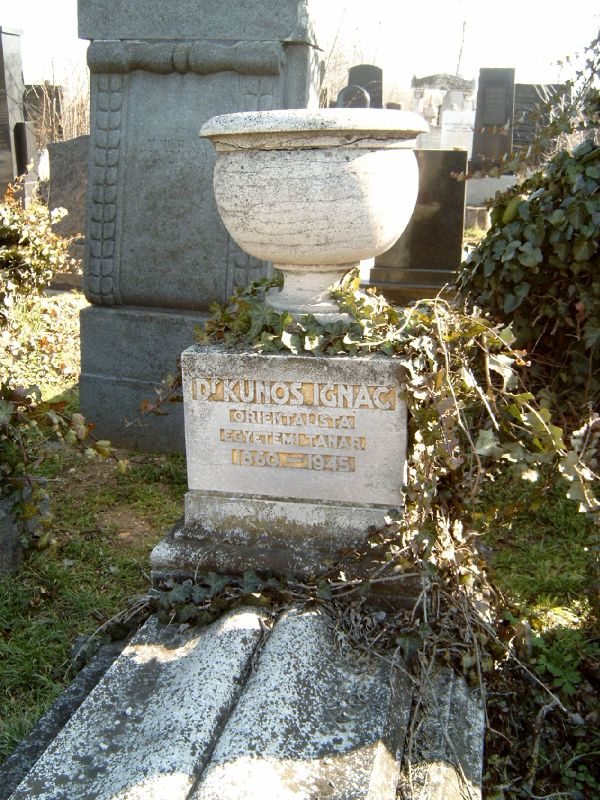
Kúnos Ignác sírja a budapesti Kozma utcai izraelita temetőben (5B-10-22.)

Tudományos eredményei elismeréseként a Magyar Tudományos Akadémia 1893-ban levelező tagjai közé választotta. 1889-től a párizsi Ázsia Társaság (Société asiatique) külső tagja, 1899-től a Német Napkeleti Társaság (Deutsche Morgenländische Gesellschaft) tiszteleti, a helsinki Finnugor Társaság (Suomalais-ugrilainen Seura) levelező tagja volt, emellett a Nemzetközi Közép- és Kelet-Ázsia-kutató Társaság (International Society for the Investigation of Central and Eastern Asia) alelnöki tisztét is betöltötte.

## Főbb művei
- Nyelvőrkalauz. Budapest, Magyar Nyelvőr Szerkesztősége, 1883 (Munkácsi Bernáttal)
- A ki igekötő használata: Adalék a magyar jelentéstanhoz. Budapest, 1884
- A belviszonyragok használata a magyarban. Budapest, 1884, 84 p. (Munkácsi Bernáttal) (REAL-EOD)
- Három Karagöz-játék. Budapest, 1886 (ford.) (REAL-EOD)
- Oszmán-török népköltési gyűjtemény I–II. Budapest, 1887–1889 (REAL-EOD)
- Orta-Ojunu: Török népszínjáték. Budapest, 1889
- Török népmesék. Budapest, Kisfaludy Társaság, 1889, 204 p. (REAL-EOD)
- Anatóliai képek. Budapest, 1891 (Online elérhetőség)
- Kisázsiai török nyelvjárások I.: Brussza és Ájdin vidéke. Budapest, 1892
- Köroglu: Ázsia rablóhősének regénye. Budapest, 1893
- Turkish fairy tales and folk tales. London, 1896
- Kisázsia török dialektusairól. Budapest, 1896 (akadémiai székfoglalója) (REAL-EOD)
- Mundarten der Osmanen. Sankt-Petersburg, 1899
- Naszreddin Hodsa tréfái. Budapest, 1899 (MEK)
- Chrestomathia turcica: Szemelvények az újabb török irodalomból. Budapest, Keleti Kereskedelmi Akadémia, 1899
- Šejχ Sulejman Efendi’s Čagataj-Osmanisches Wörterbuch. Budapest, 1902 online
- Oszmán-török nyelvkönyv: Nyelvtan, szótár, olvasmányok. Budapest, Keleti Kereskedelmi Akadémia, 1905, 530 + 80 p. (MEK)
- Türkische Volkserzählungen. Leiden, 1905
- Türkische Volksmärchen aus Stambul. Leiden, 1905
- Adalékok a jarkendi törökség ismeretéhez. Budapest, 1906
- Ada-Kále-i népdalok. Budapest, 1906 (MEK)
- Beiträge zum Studium der türkischen Sprache und Literatur. Leipzig & New York, 1907
- Türkische Volksmärchen aus Ada-kale. Leipzig & New York, 1907
- Türkisches Volksschauspiel. Leipzig, 1908
- Török földön. A Kis-ázsiai és bagdadi vasút történetével. Budapest. 1911. (Online elérhetőség)
- Forty-four Turkish fairy tales. London, Harrap, 1914, 364 p.
- Török mesevilág. Budapest, Spády Adél és Társai Kiadása, 1914 (MEK)
- A nyugati kultúra hatása a török irodalomban. Budapest, Franklin, 1916, 40 p. (REAL-EOD)
- Török nyelvkönyv I–II. Budapest, Athenaeum, 1916
- Ada-kale mesterkertje. Budapest, 1923
- Boszporusi tündérvilág. Budapest, 1923
- Hellász tündérbirodalma. Újgörög népmesék, Budapest, Béta irodalmi Rt., 1924 (MEK)
- Halk edebiyati numuneleri: Türkçe ninniler. İstanbul, 1925
- Türk halk edebiyatı. İstanbul, İkbâl Kütüphanesi, 1925, 206 p.
- A török hodzsa tréfái: Naszreddin mesternek, a Közel és Távol Keleten ismert bölcs és híres kisázsiai hodzsának csalafintaságai és mulatságos esetei. Gyoma, Kner, 1926, 224 p.[2]
- Mimózák és krizántémok: Nipponföldi mesevilág. Budapest, Keleti Mesekönyvek, 1930, 208 p.
- Mosolygó napkelet: Hodzsastrófák, török tréfák. Budapest, Szőllősi, 1930, 192 p.
- Turkish fairy tales and folk tales. New York, Dover, 1969, 275 p.
- Lepotica roža in druge turške pravljice. Ljubljana, Mladinska, 1978, 149 p.
- Kasantatarische Volkslieder. Hrsg. Zsuzsa Kakuk. Budapest, MTA Könyvtára, 1980, 138 p. = Keleti Tanulmányok
- A szótlan szultánkisasszony. Budapest, Móra, 1980, 424 p.
- Kasantatarische Volksmärchen. Hrsg. Zsuzsa Kakuk. Budapest, MTA Könyvtára, 1989, 220 p. = Keleti Tanulmányok
- Mischärtatarische Texte mit Wörterverzeichnis. Hrsg. Zsuzsa Kakuk. Szeged & Amsterdam, JATE & Holland, 1996, 192 p.
- Japán népmesék I–II. Budapest, Hunorsport, 1996
- A török népköltés: Kúnos Ignác török nyelven tartott egyetemi előadásai 1925–26. Budapest, Terebess, 1999, 108 p.
- Adakálei török népdalok. Kúnos Ignác gyűjtését versbe szedte Kakuk Zsuzsa; szerk. Bartha Júlia; Mark Egyesület, Karcag–Szolnok, 2015
- Ezeregy nappal meséi. Kilencvennyolc török népmese Kúnos Ignác lejegyzésében; ford., előszó Tasnádi Edit, szerk., jegyz., utószó Dallos Edina; Eötvös Loránd Kutatási Hálózat Bölcsészettudományi Kutatóközpont, Bp., 2021